# Ligia simoni
Ligia simoni is een pissebed uit de familie Ligiidae. De wetenschappelijke naam van de soort is voor het eerst geldig gepubliceerd in 1893 door Dollfus.